# Pronuba incognita
Pronuba incognita är en skalbaggsart som beskrevs av Hovore och Giesbert 1990. Pronuba incognita ingår i släktet Pronuba och familjen långhorningar.
Artens utbredningsområde är:
- Costa Rica.
- Honduras.
- Panama.

Inga underarter finns listade i Catalogue of Life.